# Wójtostwo (historia)

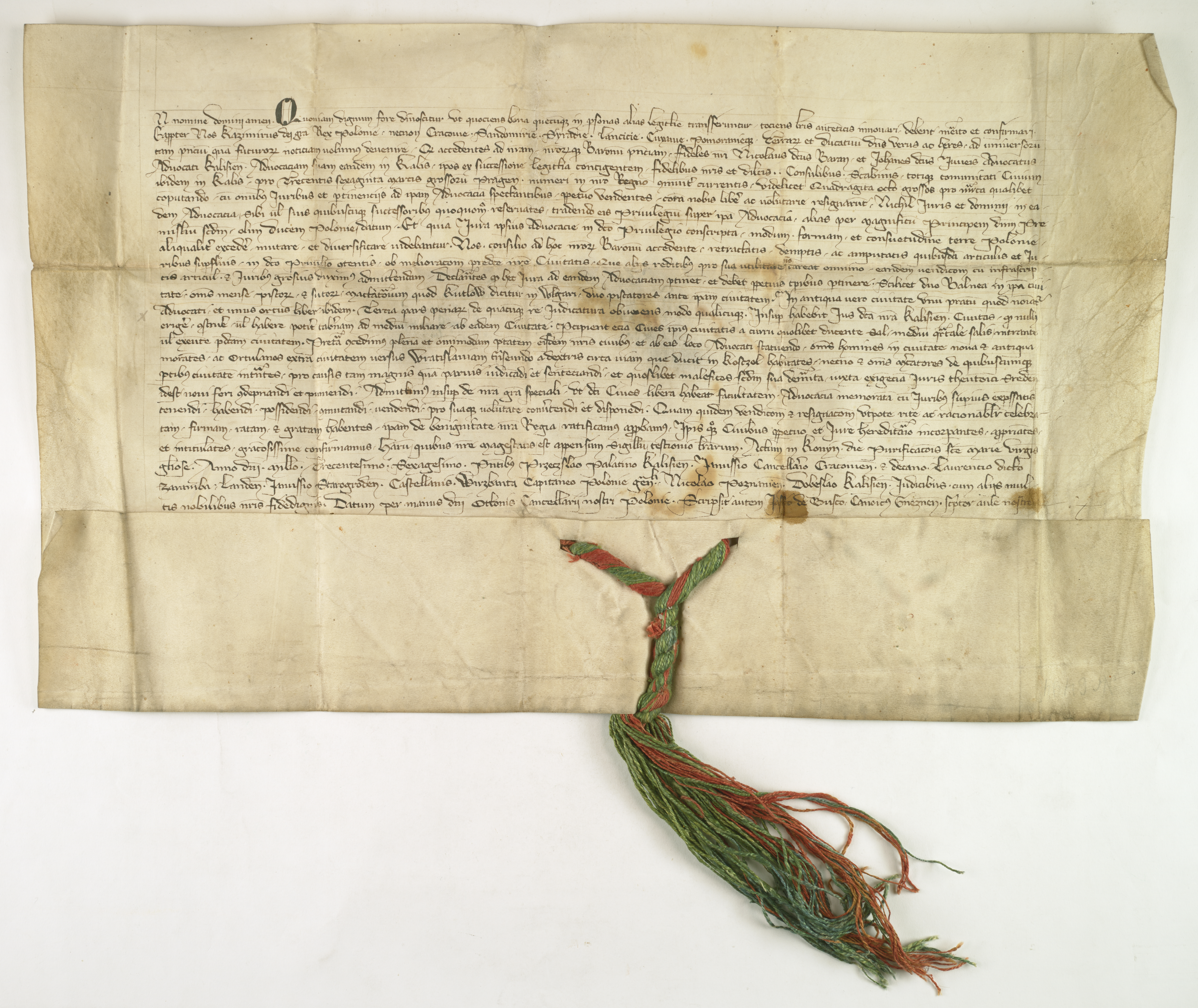
Kazimierz III Wielki, król polski, pozwala sprzedać wójtostwo w Kaliszu (1360 r.)

Wójtostwo (łac. advocatia) – uposażenie ziemskie, początkowo należące do wójta, powstałe w wyniku lokacji osady (miasta lub wsi) na prawie niemieckim.

## Historia
Wójtostwo na ziemiach polskich zaczęło się pojawiać wraz z upowszechnieniem lokacji miast i wsi na prawie niemieckim. Było to uposażenie ziemskie nadawane w dziedziczną dzierżawę wójtowi (jako reprezentantowi pana feudalnego), położone na terytorium nowo lokowanej osady (częściej miasta, niż wsi, chociaż nie było tutaj ścisłej reguły). Wójtostwo, jako uposażenie gruntowe, należało do grupy bezpośrednich uprawnień wójta (obok uprawnień wodnych, leśnych i przemysłowych) – w odróżnieniu od grupy uprawnień pośrednich (jako świadczeń przysługujących wójtowi od podległej mu ludności). Wielkość (powierzchnię) wójtostw określano w łanach (1 łan ziemi uprawnej, w zależności od przyjętej odmiany prawa niemieckiego, wynosił od 16 do 25 współczesnych hektarów). Wielkość ustanawianych wójtostw najczęściej wahała się pomiędzy liczbą 1 a 10. Na Mazowszu np. miejskie wójtostwa 1-łanowe funkcjonowały w Garwolinie oraz w Nowym Mieście, natomiast 10-łanowe: w Ostrowi i w Piasecznie. 
Od początku swojego istnienia wójtostwa były przedmiotem handlu, a zakup wójtostwa, za zgodą panującego – księcia lub króla, oznaczał równocześnie przyjęcie przez daną osobę urzędu wójta. Jeśli natomiast wójtostwo przypadło więcej niż jednej osobie, wówczas także urząd i inne przynależne mu dobra były odpowiednio dzielone. W takiej, pierwotnej formule, wójtostwa funkcjonowały najdłużej na Mazowszu (do połowy XVI wieku), natomiast w Koronie już od statutu warckiego (1423 r.) rozpoczął się proces skupowania wójtostw przez władzę królewską, zakończony w 1563 r., kiedy to wszystkie wójtostwa uznano za będące na skupie bez podawania jakichkolwiek przyczyn. Odtąd wójtostwa w dobrach królewskich stały się dzierżawą dożywotnią, a ich nadawanie szlachcie (najczęściej za zasługi) należało do prerogatyw króla. Z kolei w dobrach prywatnych skup wójtostw oznaczał ich likwidację i połączenie z dobrami pana. Niektóre zamożniejsze miasta zabezpieczały się przed przejęciem wójtostw przez szlachtę poprzez samodzielny ich wykup (np. Stara Warszawa w 1609 r.). Wraz z upadkiem Rzeczypospolitej w wyniku rozbiorów wójtostwa królewskie stały się własnością państw zaborczych, a wkrótce potem częścią majątku miejskiego lub wiejskiego. W XIX wieku zaczęły stopniowo zanikać (także jako nazwy geograficzne), stapiając się z własnością państwową, samorządową lub prywatną.

Siemowit III, ks. mazowiecki, sprzedaje wójtostwo w mieście Bielsku Andrzejowi i przenosi je na prawo chełmińskie (1373 r.)

## Lokalizacja w terenie
Pozostałości dawnych wójtostw funkcjonują obecnie w nazwach niektórych wsi w Polsce lub części miast albo wsi. W niektórych miastach istnieją także ulice o takiej nazwie (np. w Mławie), często w miejscu, gdzie rzeczywiście dane grunty się znajdowały. W większości osad lokowanych na prawie niemieckim pozostałości po wójtostwie są obecnie słabo rozpoznawalne w terenie, zwłaszcza że nie zawsze składało się ono z jednej części (np. w Ciechanowie funkcjonowało wójtostwo „w trzech polach”). Lokalizacja większości wójtostw wymaga pogłębionych badań historycznych i geograficznych.